# Ulica Kołobrzeska w Gdańsku
Ulica Kołobrzeska – ulica w Gdańsku przebiegająca przez dzielnicę Przymorze Wielkie i osiedle Przymorze Małe.
Ulica Kołobrzeska jest jednym z dwóch najwygodniejszych wariantów dojazdu w ruchu samochodowym z dzielnic tzw. Dolnego Tarasu do Strzyży, Wrzeszcza oraz południowych dzielnic miasta.

## Przebieg ulicy
Ulica Kołobrzeska zaczyna się przy skrzyżowaniu z al. Grunwaldzką na wysokości hali Olivia i w bliskim sąsiedztwie Kampusu „Oliwa” Uniwersytetu Gdańskiego. W dalszym przebiegu ulicy znajdują się pętla autobusowa wewnątrzosiedlowej linii nr 139 i umieszczony na wiadukcie nad Kołobrzeską przystanek trójmiejskiej SKM Gdańsk Przymorze-Uniwersytet.

## Ludność
Ulica Kołobrzeska ma najwięcej mieszkańców w Gdańsku. W czwartym kwartale 2016 r. liczba osób zameldowanych wynosiła 7022.

## Obiekty

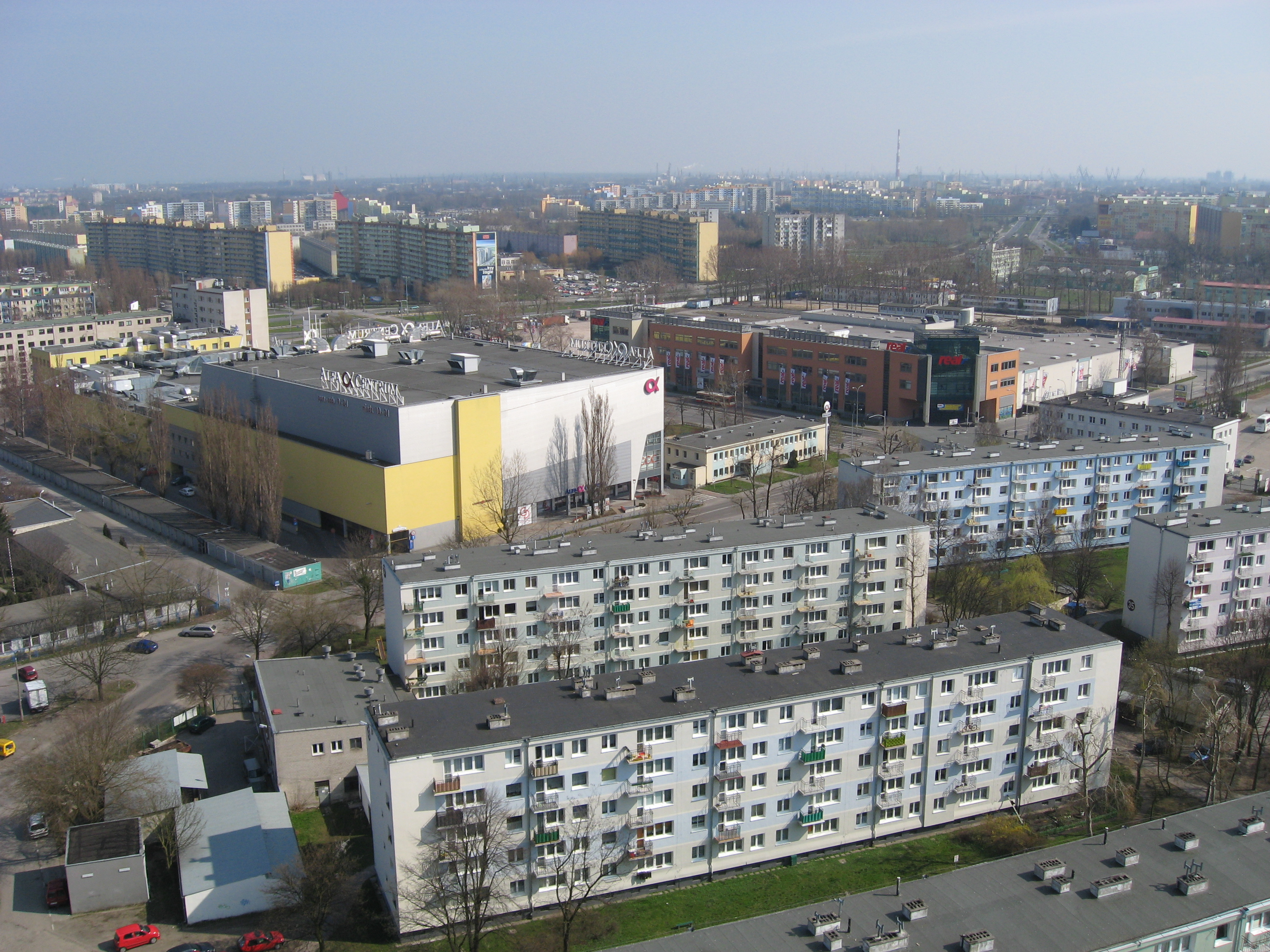
Znajdujące się przy ul. Kołobrzeskiej sklep Auchan i centrum handlowe Alfa, w tle falowce Przymorza Wielkiego, na pierwszym planie Przymorze Małe

Przy ulicy Kołobrzeskiej zlokalizowanych jest przede wszystkim wiele obiektów handlowych, jak np. centrum handlowe Alfa z kinem Helios oraz hipermarkety Auchan i OBI (w miejscu dawnej bazy PKS).
Na wysokości skrzyżowania z al. Rzeczypospolitej i ul. Chłopską, ul. Kołobrzeska krzyżuje się z główną linią tramwajową tzw. Dolnego Tarasu prowadzącą do plaży w Jelitkowie, Oliwy, a w przeciwnym kierunku – na Zaspę i do centrum Gdańska. Na obszarze Przymorza Wielkiego ulica przebiega wzdłuż architektury blokowej lat 70. i wzdłuż dwóch krótkich falowców. Ulica kończy się na Białym Dworze na wysokości trzech tzw. Bloków leningradzkich i przechodzi w dalszym ciągu w ul. Lecha Kaczyńskiego (d. Dąbrowszczaków), nieopodal skrzyżowania z planowaną Drogą Zieloną.

## Historia

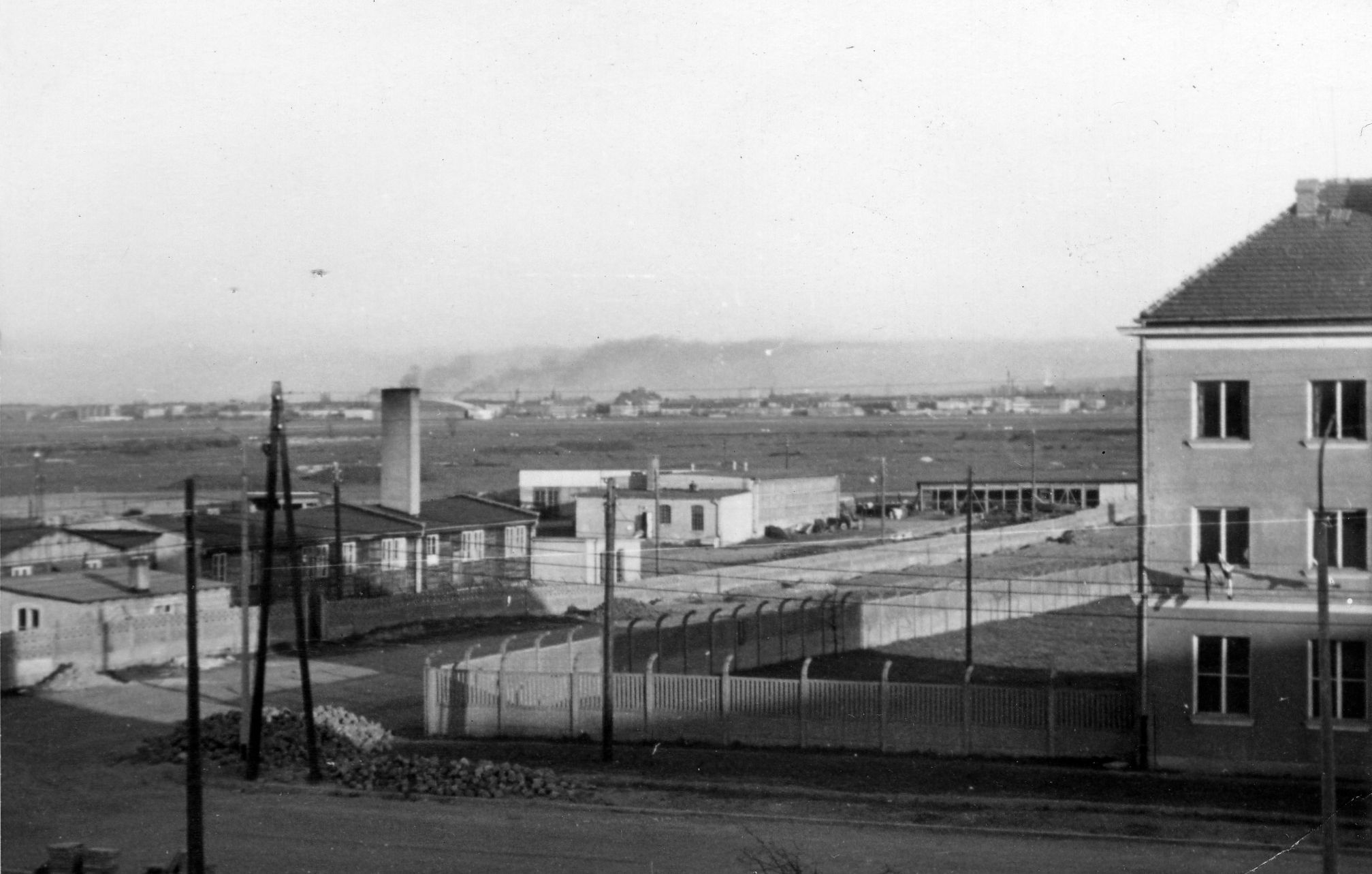
Skrzyżowanie ul. Kołobrzeskiej z ul. Krynicką, 1968 r. (obecnie hipermarket Auchan)

Pierwotnie dzisiejsza ulica była piaszczystą drogą polną łączącą główny trakt z Gdańska do Oliwy przez Polanki z Czerwonym Dworem, Białym Dworem, Czarnym Dworem i równoległym do morza traktem Dolnego Tarasu ciągnącym się od Nowego Portu i Brzeźna do dolnego Sopotu.
Do połowy lat 60. ulica została doprowadzona jako przedłużenie ulicy J. Bażyńskiego do ul. Krynickiej, gdzie zbudowano bazę PKS. Dalej nadal biegła jako droga polna przecinając poligon wojskowy ciągnący się od ul. Piastowskiej aż po teren dawnego gdańskiego lotniska (dzisiejsza Zaspa). Dopiero w latach 60., wraz z likwidacją poligonu i rozpoczęciem budowy bloków Przymorza wzdłuż północnej pierzei tego traktu, położono nawierzchnię dalszego odcinka Kołobrzeskiej łącząc ją z powstającą równocześnie ul. Dąbrowszczaków (ob. Lecha Kaczyńskiego). W kilka lat później wzdłuż południowej pierzei Kołobrzeskiej powstały kolejne bloki mieszkalne.

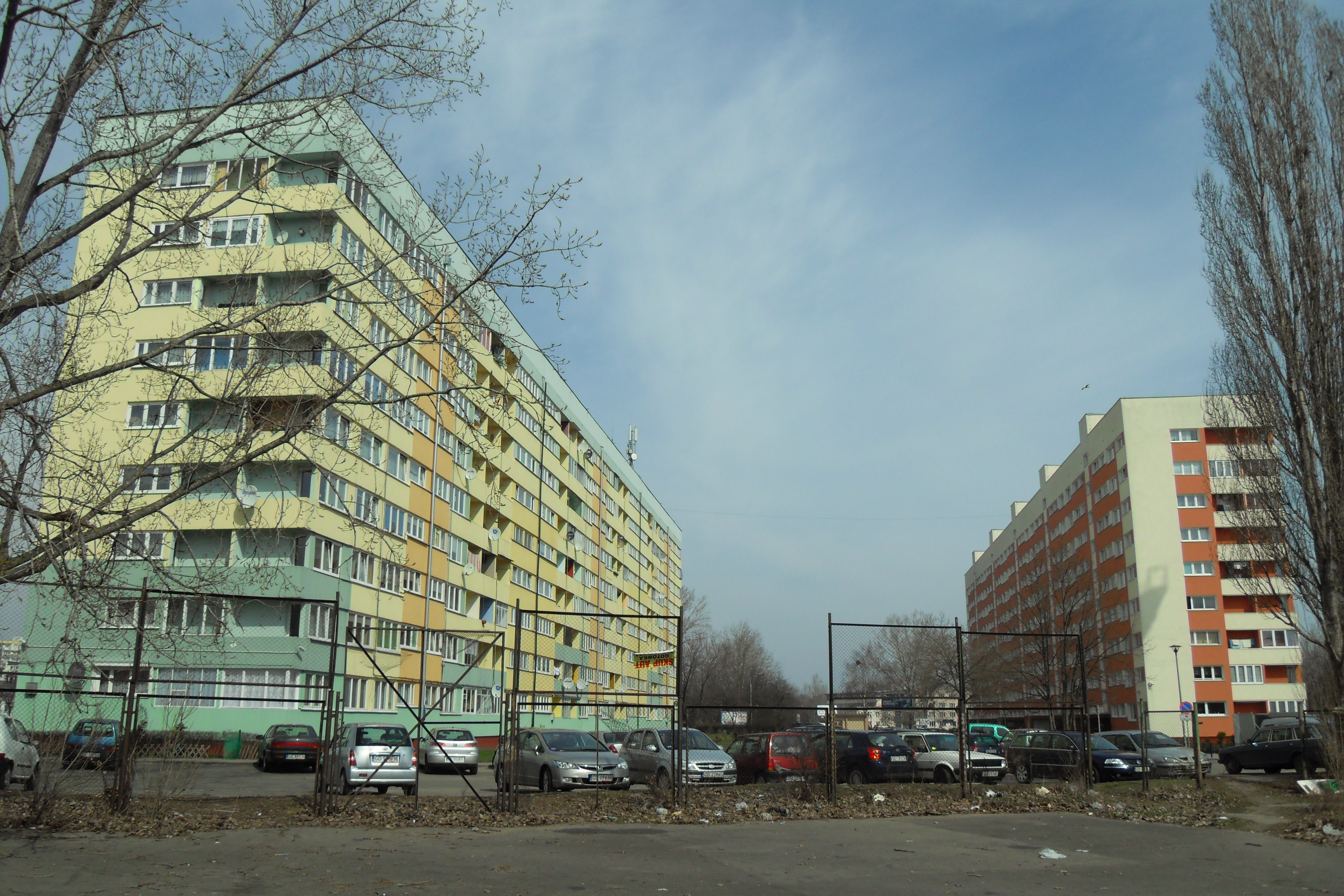
Bloki leningradzkie

17 marca 1986 została otwarta Miejska Hala Sportowa (ul. Kołobrzeska 61), w której można rozgrywać mecze piłki ręcznej, koszykówki i piłki siatkowej.